# Krystal Jung
Đây là một tên người Triều Tiên, họ là Jung.
Krystal Soo Jung (sinh ngày 24 tháng 10 năm 1994), hay Jung Soo-jung, thường được biết đến với nghệ danh Krystal Jung hay Krystal, là một nữ ca sĩ kiêm diễn viên người Mỹ gốc Hàn Quốc. Cô từng là thành viên của nhóm nhạc nữ f(x) và nhóm dự án "SM the Ballad" của SM Entertainment.

## Tiểu sử
Chrystal Soo Jung sinh ra tại San Francisco, California, Hoa Kỳ, nơi gia đình mình định cư từ những năm 1980. Năm 2000, trong lần cả gia đình trở về Hàn Quốc, nhân viên của SM Entertainment phát hiện Krystal. Sau đó SM đã nhận thấy tiềm năng của Krystal nên đã đề nghị Krystal theo học thanh nhạc và vũ đạo, từ đó chọn lựa để chính thức đào tạo Krystal trong lĩnh vực ca hát. Lời đề nghị bị cha mẹ Krystal từ chối với lí do Krystal còn quá nhỏ. Thay vào đó, gia đình Krystal cho phép chị gái Jessica theo học tại SM Academy.
Năm 2000, Krystal góp mặt với vai nhỏ cho MV ca nhạc Wedding March của nhóm nhạc Shinhwa. Năm 2002, Krystal lần đầu tiên xuất hiện trong quảng cáo trà xanh Lotte Chaurin cùng với diễn viên Han Ga-in. Năm 2006, được sự cho phép của cha mẹ, Krystal đã tham gia các lớp học nhảy hip hop và jazz tại SM Academy.
Krystal từng học tại trường quốc tế Korea Kent Foreign School từ bậc tiểu học đến trung học cơ sở. Krystal tốt nghiệp trường trung học Nghệ thuật Hanlim cùng với giải thưởng cống hiến vào ngày 7 tháng 2 năm 2013. Krystal ghi danh tại Đại học Sungkyunkwan ngành Kịch nghệ cùng với người bạn Kang Jiyoung.

## Đời tư
Ngày 1 tháng 4 năm 2016, đại diện của Krystal là SM Entertainment xác nhận nữ ca sĩ và thành viên Kai của nhóm EXO cùng công ty đang hẹn hò. Vào ngày 1 tháng 6 năm 2017, công ty S.M Entertainment xác nhận cặp đôi đã chia tay sau hơn 1 năm 1 tháng hẹn hò với lý do lịch trình và tập trung cho sự nghiệp của bản thân.

## Sự nghiệp

### 2009–2013: f(x) và hoạt động solo
Krystal ra mắt với vai trò là ca sĩ hát dẫn của nhóm f(x) vào tháng 9 năm 2009.
Tháng 3 năm 2010, Krystal tham gia vào các MV thông qua Melody Project. Krystal phát hành single solo với tựa đề "Melody" cho dự án này. Krystal làm MC cho chương trình âm nhạc The M-Wave với Thunder của nhóm MBLAQ. Krystal tham gia chương trình Let's Go Dream Team 2, và phá vỡ kỷ lục nhảy cao của chương trình được thiết lập từ 10 năm trước, với chiều cao là 1,95 mét. Vào tháng 7, Krystal đảm nhận vai diễn phụ trong bộ phim sitcom dài tập More Charming by the Day. Krystal được nhận giải "Newcomer Comedy Award" tại 2010 MBC Entertainment Awards cho vai này.
Năm 2011, Krystal thực hiện việc thu âm bài hát "Because of Me" cho bộ phim Sign, và song ca với Leeteuk thành viên của Super Junior với tựa đề "Grumbling".
Krystal tham gia và giành vị trí thứ nhất trong chương tình trượt băng Kiss & Cry. Giám khảo Kim Yuna đánh giá phần trình diễn của Krystal: "... các kỹ năng đó đã đủ để tôi tin rằng nếu một ai đó nói Krystal là một người trượt băng chuyên nghiệp.'' Vào cuối năm, Krystal tham gia vào High Kick 3, với vai diễn phụ và nhân vật là Ahn Soo Jung. Krystal được diễn viên Ahn Nae Sang khen ngợi cho phần diễn xuất trong phim. Năm 2012, Krystal phát hành bài hát "Butterfly'' song ca với Jessica cho bộ phim To the Beautiful You, bộ phim thành viên Sulli đóng vai nữ chính. Krystal đã nhận vai diễn trong The Heirs, nhân vật Lee Bo Na có phần hư hỏng nhưng đáng yêu và có trái tim nhân hậu. Nhân vật trong phim đã "được người xem yêu quý", và được bình chọn là " Best Onscreen Couple" cùng với Kang Min-hyuk của nhóm CN Blue tại 2013 Drama Fever Awards.

### 2014–: SM the Ballad và hoạt động solo
Năm 2014, Krystal gia nhập vào nhóm SM the Ballad thành lập bởi SM Entertainment vào năm 2010. Trong album thứ 2 của nhóm Breath, Krystal hát bài hát "Breath" phiên bản tiếng Nhật với Changmin của nhóm TVXQ. Krystal song ca với Chen của nhóm nhạc EXO bài hát với tựa đề "When I Was... When U Were...". Krystal trình diễn song ca với Chen tại S.M. The Ballad Joint Recital vào ngày 12 tháng 2. Vào tháng 3, Krystal làm cameo trong Potato Star 2013QR3. Go Kyung-Pyo lưu ý về các ca sĩ khách mời như là "một bộ nhớ vươi tươi đáng nhớ". Krysal phát hành bài hát "Say Yes" cho bộ phim điện ảnh Make Your Move với Jessica và Ngô Diện Phàm.
Tháng 7, Krystal với chị gái Jessica đã được giới thiệu trong chương trình truyền hình thực tế của 2 chị em Jessica & Krystal. Chương trình đã cho thấy những hình ảnh đời thường của 2 chị em, trái với hình ảnh lạnh lùng trước công chúng.
Cuối năm, Krystal đã tham gia vào bộ phim Cô nàng đáng yêu với vai nữ diễn viên chính và đây là lần đầu Krystal đảm nhận vai trò diễn viên chính, cùng với Rain và L (Kim Myungsoo). Krystal đóng vai Se Na, người đã lên Seoul để theo đuổi sự nghiệp âm nhạc của mình. Krystal phát hành single solo "All Of A Sudden" cho nhạc phim của bộ phim. Tại Baeksang Arts Awards, Krystal được trao tặng giải "Most Popular Actress in TV" cho vai diễn trong bộ phim.
Năm 2015, Krystal đã nhận vai diễn với diễn viên Seo Jun Young trong bộ phim ngắn Listen To My Song tại lễ kỷ niệm 10 năm thành lập tạp chí W Korea. Krystal cũng nhận vai diễn trong bộ phim Trung Quốc với tựa đề Unexpected Love, cùng Lay thành viên của nhóm EXO. Vào ngày 28 tháng 11, đại diện SM Entertainment thông báo rằng Krystal đã được chọn vào vai nữ chính trong bộ phim truyền hình Trung Quốc Graduation Season.
Vào cuối năm 2016, Krystal đóng vai khách mới là Min-ji, tiếp viên hàng không trong tập 1 của bộ phim Huyền thoại Biển xanh.
Ngày 12 tháng 2 năm 2017, truyền thông đưa tin Krystal Jung sẽ phát hành đĩa đơn hợp tác "I Don't Wanna Love You" với thành viên của Glen Check, June One Kim.  Bài hát được tiết lộ lần đầu tiên vào ngày 14 tháng 2 tại buổi khai trương lại của cửa hàng quần áo ở Seoul, và sau đó được phát hành trực tuyến vào lúc nửa đêm theo giờ địa phương vào ngày 15 tháng 2. Vào tháng 7, Jung đóng vai chính trong bộ phim truyền hình ăn theo bộ truyện tranh Cô dâu của Thủy thần do đài tvN sản xuất. Cùng năm, Jung đóng vai chính trong phim truyền hình thuộc thể loại hài u ám Prison Playbook, dẫn dắt bới nhà sản xuất Shin Won-ho của loạt phim Reply; Jung đã nhận được đánh giá tốt cho sự thể hiện trong phim. Krystal được tạp chí GQ Korea bình chọn là 'Người phụ nữ của năm'.
Năm 2018, Krystal được chọn vào vai nữ chính trong phim truyền hình thuộc thể loại hành động tội phạm Player của đài OCN. Tại buổi họp báo ra mắt phim, cô tiết lộ đã học cách lái xe mô tô để thực hiện các pha nguy hiểm của riêng mình.
Năm 2019, Krystal và chị gái Jessica đã quay chương trình thực tế thứ 2 của họ tại Hoa Kỳ. Cùng năm, Krystal được chọn tham gia bộ phim tình cảm độc lập Aaebigyuhwan và phim hài lãng mạn Sweet and Sour.
Năm 2020, Krystal được chọn tham gia phim truyền hình đề tài quân đội Search của đài OCN, trong phim cô vào vai sĩ quan quân đội ưu tú. Bộ phim sẽ phát sóng tập đầu tiên vào ngày 17 tháng 10 năm 2020.
Sau khi các trang tin bắt đầu xoay quanh việc Krystal rời SM Entertainment, SM đã trả lời rằng hợp đồng giữa hai bên sẽ hết hạn vào cuối tháng 8 năm 2020 và họ đang thảo luận với Krystal để có thể gia hạn. Krystal chính thức rời công ty quản lý SM vào tháng 10 năm 2020; Krystal đã ký hợp đồng với H & Entertainment làm đại diện mới của mình.

## Hình ảnh

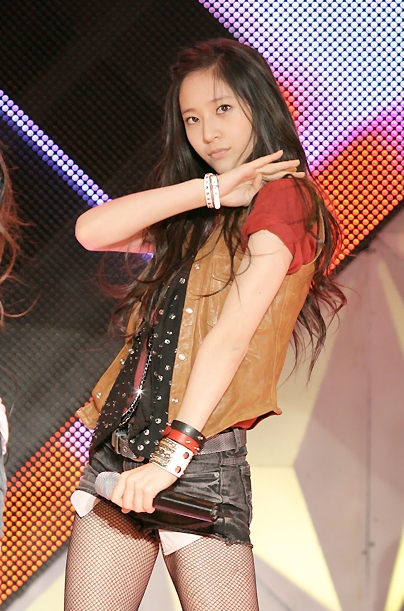
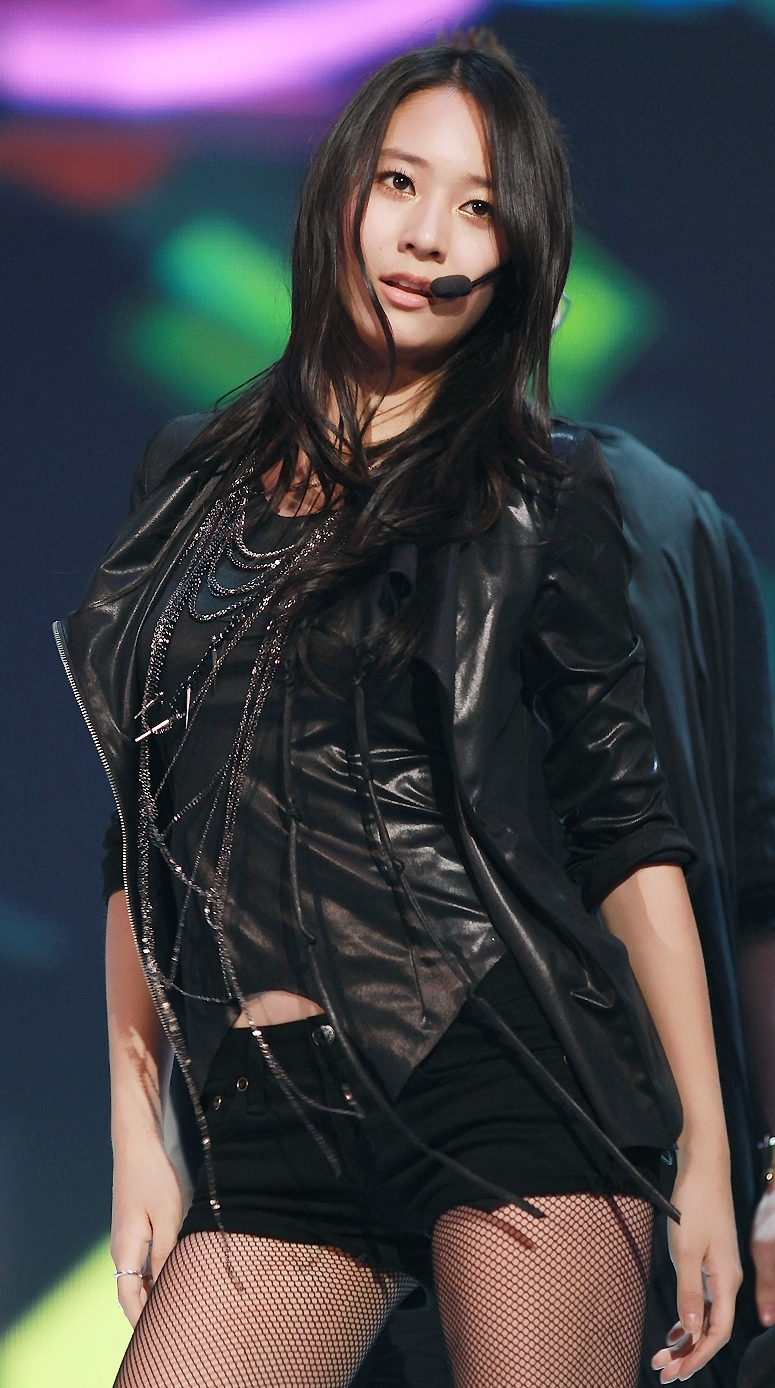
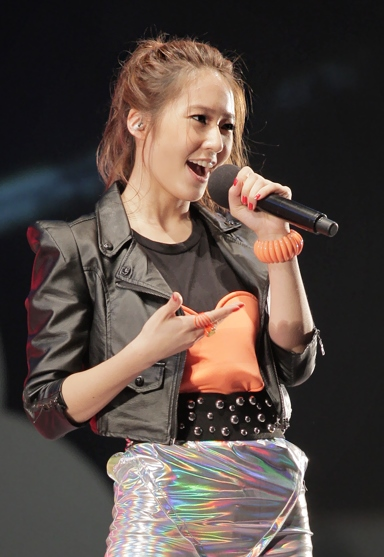
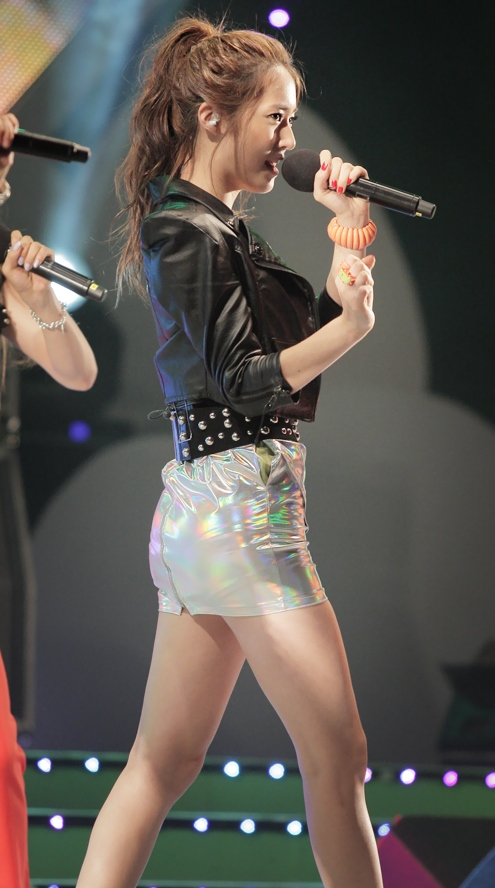
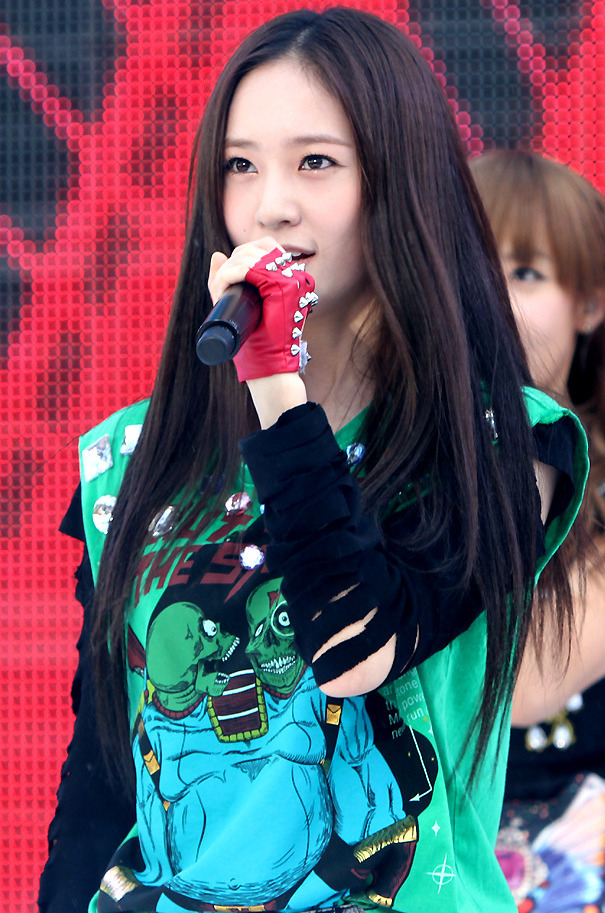
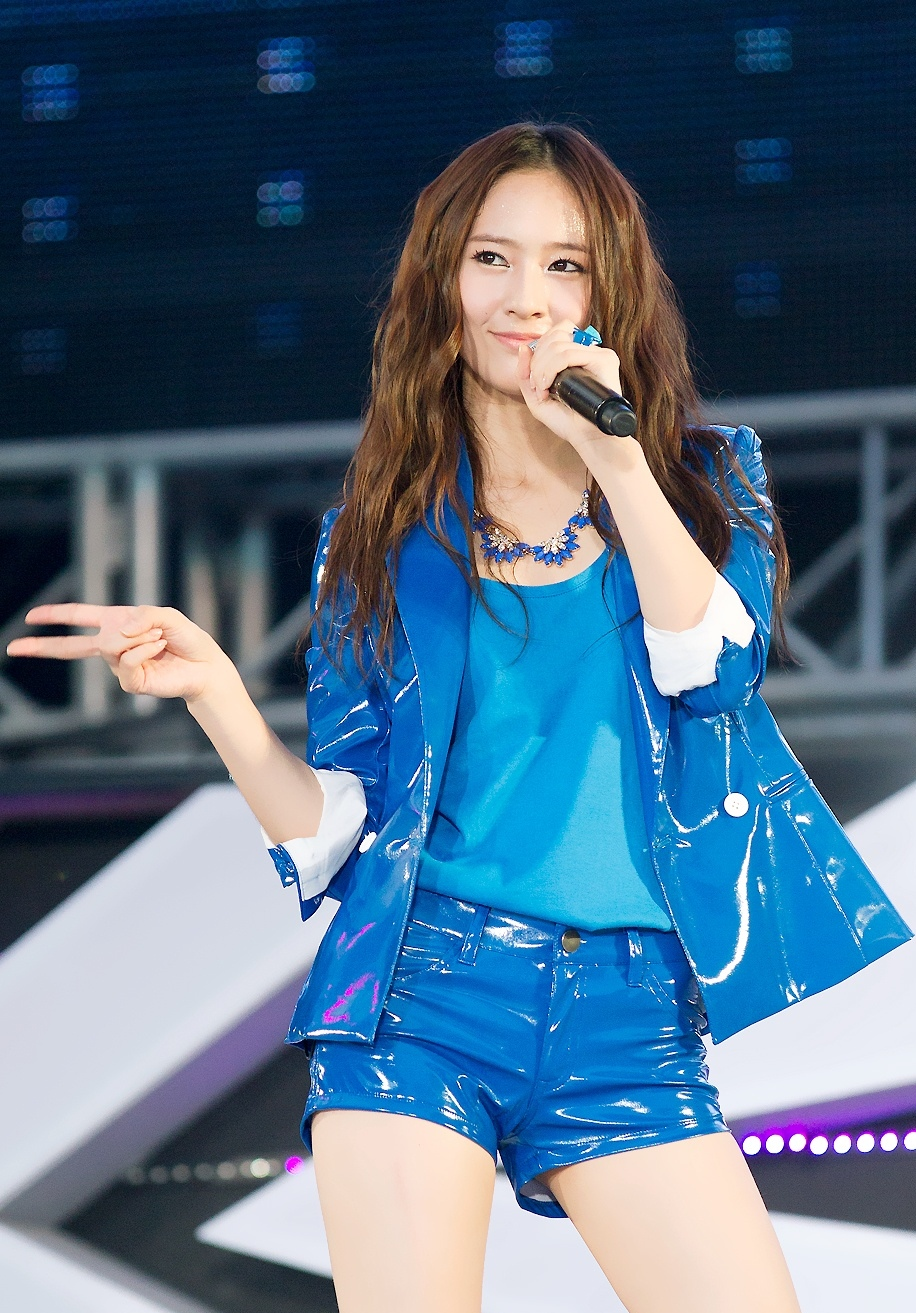
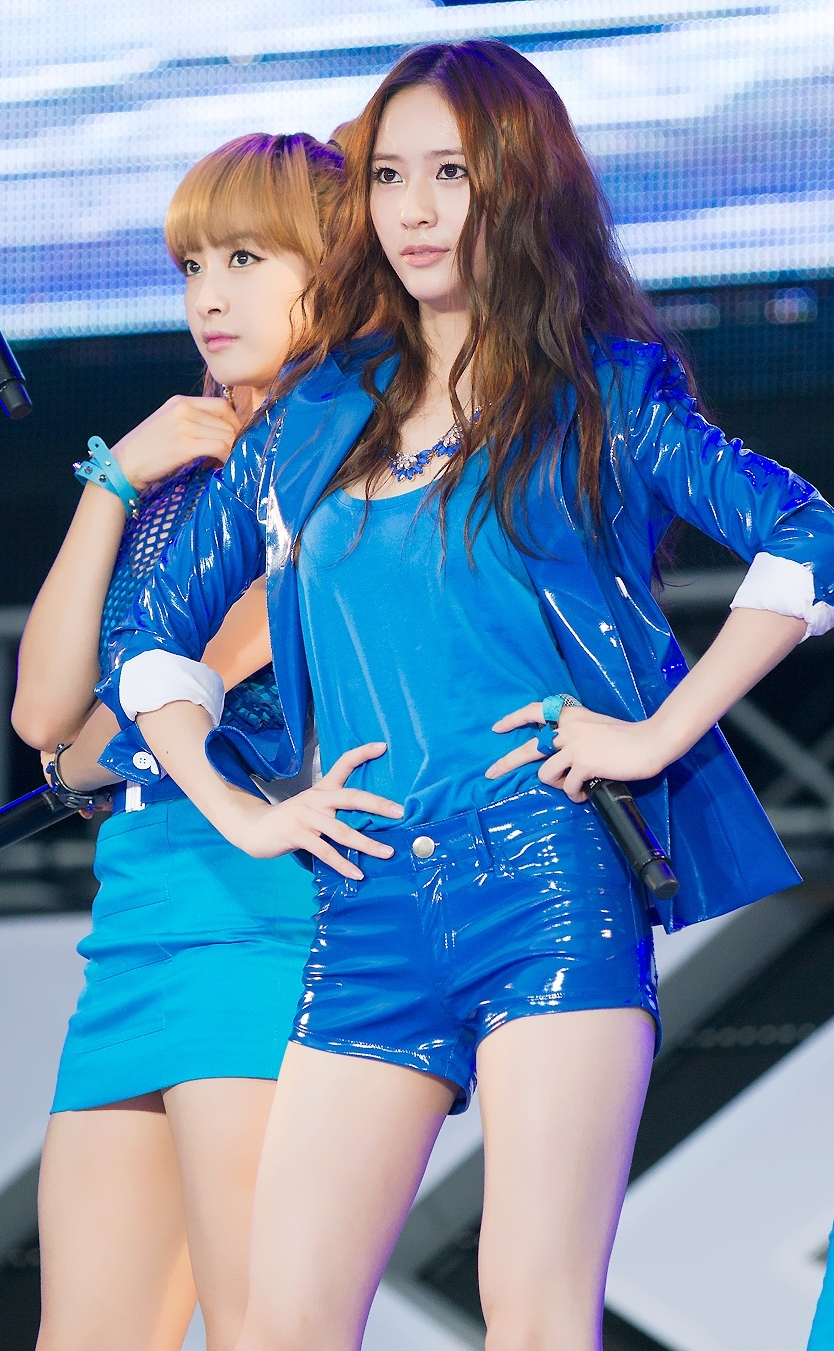
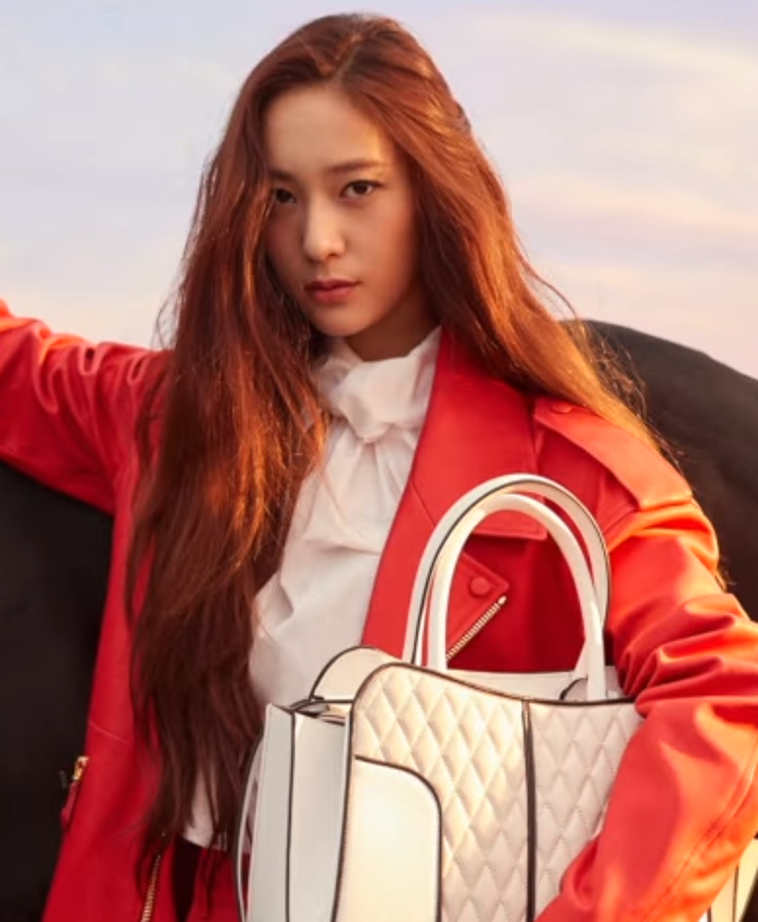

## Danh sách đĩa nhạc

### Bài hát
| Năm                                               | Tựa đề                                                                | Thứ hạng cao nhất | Doanh số       | Album                             |
| Năm                                               | Tựa đề                                                                | HQ Gaon           | Doanh số       | Album                             |
| ------------------------------------------------- | --------------------------------------------------------------------- | ----------------- | -------------- | --------------------------------- |
| 2009                                              | "Hard but Easy" (với Luna)                                            | —                 |                | Invincible Lee Pyung Kang OST     |
| 2010                                              | "Spread Its Wings" (với Luna và Amber)                                | —                 |                | God of Study OST                  |
| 2010                                              | "Calling Out" (với Luna)                                              | —                 |                | Cinderella's Sister OST           |
| 2010                                              | "Melody"                                                              | —                 |                | Melody Project Part II – Moderato |
| 2011                                              | "Because of Me"                                                       | —                 |                | Sign OST                          |
| 2011                                              | "Grumbling" (với Leeteuk)                                             | —                 |                | Sunday Night – Enjoy Today OST    |
| 2012                                              | "Butterfly" (với Jessica)                                             | 22                | - HQ: 300.352  | To the Beautiful You OST          |
| 2014                                              | "When I Was... When U Were..." (với Chen, một phần của SM the Ballad) | 31                | - HQ: 76.017   | SM the Ballad Vol. 2 – Breath     |
| 2014                                              | "Breath (Japanese Ver.)" (với Changmin, một phần của SM The Ballad)   | —                 |                | SM the Ballad Vol. 2 – Breath     |
| 2014                                              | "Say Yes" (với Jessica và Kris)                                       | —                 |                | Make Your Move OST                |
| 2014                                              | "All Of A Sudden"                                                     | 25                | - HQ: 167.163  | My Lovely Girl OST                |
| 2017                                              | "I Don't Wanna Love You" (với June One Kim (Glen Check))              | —                 | - TQ: 133,120+ |                                   |
| "—" cho biết bài hát không lọt vào bảng xếp hạng. |                                                                       |                   |                |                                   |

## Danh sách phim

### Phim truyền hình
| Năm     | Tựa đề                            | Vai           | Đài truyền hình | Chú thích      |
| ------- | --------------------------------- | ------------- | --------------- | -------------- |
| 2010    | More Charming By The Day          | Jung Soo Jung | MBC             | Vai phụ        |
| 2011    | Welcome to the Show               | Krystal       | SBS             | Cameo          |
| 2011–12 | High Kick 3                       | Ahn Soo Jung  | MBC             | Vai chính      |
| 2013    | The Heirs                         | Lee Bo Na     | SBS             | Vai phụ        |
| 2014    | Potato Star 2013QR3               | Jung Soo Jung | tvN             | Cameo / Tập 81 |
| 2014    | My Lovely Girl                    | Yoon Se Na    | SBS             | Vai chính      |
| 2016    | The Legend of the Blue Sea        | Min ji        | SBS             | Cameo/Tập 1    |
| 2017    | Graduation Season                 | Ye Ran        | TBA             | Vai chính      |
| 2017    | Bride of the Water God            | Moo-ra        | tvN             | Vai nữ thứ     |
| 2017    | Prison Playbook/ Wise Prison Life | Ji Ho         | 'tvN            | Vai Chính      |
| 2018    | Player                            | Cha A-Ryeong  | OCN             | Vai chính      |
| 2020    | Search                            | Son Ye-rim    | OCN             | Vai chính      |
| 2021    | Police University                 | Oh Kang-hee   | KBS2            | Vai chính      |
| 2022    | Crazy Love                        | Lee Shin-ah   | KBS             | Vai chính      |

### Phim điện ảnh
| Năm  | Tựa đề                                                   | Vai        | Chú thích                                   |
| ---- | -------------------------------------------------------- | ---------- | ------------------------------------------- |
| 2012 | I AM. – SM Town Live World Tour in Madison Square Garden | Chính mình | Phim tài liệu của SM Town.                  |
| 2015 | Listen To My Song                                        | Chính mình | Phim ngắn trong W Korea's 10th Anniversary. |
| 2015 | SMTOWN The Stage                                         | Chính mình | Phim tài liệu của SM Town.                  |
| 2017 | Unexpected Love                                          | Fei Yan    | Vai chính, phim Trung Quốc                  |
| 2020 | More Than Family                                         | To-il      | Vai chính                                   |
| 2021 | Sweet & Sour                                             | Bo-young   | Vai chính                                   |

### Chương trình truyền hình
| Năm       | Đài truyền hình | Tựa đề               | Tập            | Tư cách                                                  | Chú thích |
| --------- | --------------- | -------------------- | -------------- | -------------------------------------------------------- | --- |
| 2010–2011 | KBS2            | Dream Team 2         | 22, 29, 32, 55 | Khách mời                                                | Krystal và Minho chiến thắng Couple Dream Team trong tập 22. Krystal đã phá vỡ kỷ lục nhảy cao với chiều cao 1,95m trong tập 32. |
| 2010–2011 | Arirang TV      | The M-Wave           |                | MC                                                       | Krystal làm MC cùng với Thunder nhóm MBLAQ |
| 2011      | SBS             | Kiss & Cry           | 1–14           | Người chiến thắng                                        | Thí sinh: Krystal, IU, Shin Dong-yup, Jin Ji-hee, Kim Byung-man, Lee Ah-hyun, Lee Kyu-hyuk, Park Jun-geum, Seo Ji-seok, Son Dam-bi và Yunho |
| 2011      | SBS             | Strong Heart         | 88 & 89        | Khách mời                                                | Taecyeon đã một lần hỏi Krystal có thể hát một phần trong bài hát "Hands Up". Tuy nhiên, Krystal đã từ chối vì lời bài hát có nói về rượu, club và Krystal lúc đó còn ở độ tuổi vị thành niên.                                                                             |
| 2012      | SBS             | Running Man          | 93 & 94        | Chiến thắng cùng với Gary                                | Khách mời: Krystal nhóm f(x), Gyuri và SeungYeon nhóm Kara, HyunA nhóm 4Minute, Suzy nhóm MissA. krystal nhận được một vương miện bằng vàng nguyên chất. |
| 2013      | OnStyle         | Project Runway Korea | 9              | Giám khảo khách mời                                      | Project Runway Korea. Krystal là giám khảo khách mời. Trang phục chiến thắng sẽ được Krystal sử dụng trong bộ ảnh tạp chí 1st Look (Số tháng 5 năm 2013). |
| 2014      | OnStyle         | Jessica & Krystal    | 1-10           | Nhân vật chính                                           | Với chị gái Jessica, cho thấy hoạt động thường ngày của hai chị em. |
| 2014      | SBS             | Running Man          | 214            | Chiến thắng cùng với đội "My Lovely Girl"                | Tập đặc biệt My Lovely Girl. |
| 2018      | Tvn             | Life Bar             | 90             | Khách mời cùng với các diễn viên phim "Player"           | Đối với Krystal, cô cho biết sẽ luôn ủng hộ bạn trai cũ, nhưng không bao giờ liên lạc, thậm chí không muốn gặp lại nhau. |
| 2020      | Tvn             | Amazing Saturday     | 130            | Khách mời cùng với Jang Dong Yoon quảng bá phim "Search" | Krystal và Hyeri (Girl's Day) đã có lần gặp mặt đầu tiên tại đây kể từ lần gặp cuối cùng cách đây 10 năm. Hyeri thổ lộ rằng: " Em được debut từ khi còn rất nhỏ, lúc đó không quen được nhiều bạn cùng tuổi. Vì vậy cho nên Krystal là một người rất đặc biệt đối với em." |

## Giải thưởng và đề cử
| Năm  | Lễ trao giải                                 | Đề cử                                     | Kết quả   |
| ---- | -------------------------------------------- | ----------------------------------------- | --------- |
| 2010 | MBC Entertainment Awards                     | Best Newcomer in a Sitcom or Comedy       | Đoạt giải |
| 2014 | 16th Seoul International Youth Film Festival | Best Young Actress                        | Đề cử     |
| 2014 | 7th Style Icon Awards                        | Top 10 Style Icons với Jessica Jung       | Đề cử     |
| 2014 | SBS Drama Awards                             | Excellence Award, Actress in a Miniseries | Đề cử     |
| 2015 | 51st Baeksang Arts Awards                    | Most Popular Actress (TV)                 | Đoạt giải |
| 2015 | Fashionista Awards                           | Best Female Fashionista (Giải nhất)       | Đoạt giải |
| 2016 | Jumei Award Ceremony 2016                    | Fashion Icon Goddess Award                | Đoạt giải |
| 2016 | Fashionista Awards                           | Best Female Fashionista (Giải nhất)       | Đoạt giải |
| 2016 | Fashion Photographer Night                   | Photogenic Celebrity of the Year          | Đoạt giải |